# Lotus chihuahuanus
Lotus chihuahuanus là một loài thực vật có hoa trong họ Đậu. Loài này được (S. Watson) Greene miêu tả khoa học đầu tiên năm 1890.